# Szkuner

Szkic trzymasztowego szkunera gaflowego

Szkic dwumasztowego szkunera bermudzkiego

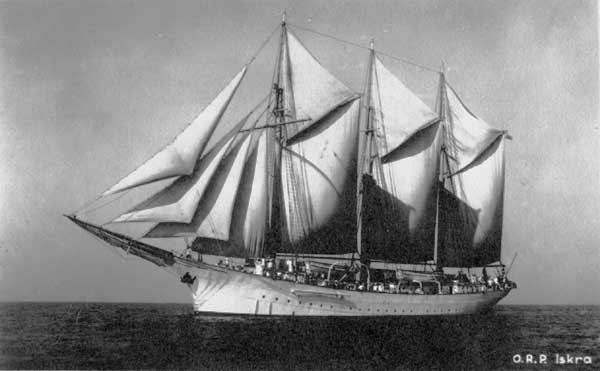
ORP Iskra I

Szkuner – typ osprzętu żaglowego lub żaglowiec noszący ten typ osprzętu. Ma dwa lub więcej masztów o ożaglowaniu skośnym. Przy dwóch masztach pierwszy jest niższy lub równy drugiemu.
Typy z wyższym pierwszym masztem to jol i kecz.

## Rodzaje szkunerów
Rodzaj głównych żagli
- szkuner gaflowy, bardzo popularny, np. ORP Iskra I
- szkuner bermudzki
- szkuner sztakslowy, np. Zawisza Czarny II

Żagle dodatkowe
- szkuner-ket – nie ma przednich sztaksli, pierwszy maszt znajduje się blisko dziobu.

Dodatkowe żagle rejowe w różnych konfiguracjach
- szkuner rejowy (urejony), np. Zew
- szkuner bramslowy – ma bramsle na fok- i grotmaszcie;
- szkuner marslowy - marsle i bramsle na fok- i grotmaszcie;
- szkuner bramslowo-topslowy – bramsel na fokmaszcie, topsel na grotmaszcie.
- szkuner marslowo-topslowy – marsel i bramsel na fokmaszcie, topsel na grotmaszcie;
- bramslowo-marslowy – marsel i bramsel na fokmaszcie, bramsel na grotmaszcie;

W przypadku szkunerów trójmasztowych na bezanmaszcie nie ma żagli rejowych.